# Atletica leggera maschile ai Giochi della XXVII Olimpiade
Ai Giochi della XXVII Olimpiade di Sydney 2000 sono stati assegnati 24 titoli nell'atletica leggera maschile.

## Calendario
| Gare         |             |            |            |   |                         |                         |                   |                   |          |    |    |
| 100 m        | 100 m       | 400 m ost. | 400 m ost. |   | 400 m ost.              |                         | Staffetta 4x100 m | Staffetta 4x100 m |          | 24 |    |
| 400 m        | 400 m       | 400 m      | 400 m      |   | 200 m                   | 200 m                   | Staffetta 4x400 m | Staffetta 4x400 m |          | 24 |    |
|              | 800 m       |            | 800 m      |   | 800 m                   |                         |                   |                   |          | 24 |    |
|              |             |            | 1500 m     |   | 1500 m                  |                         | 1500 m            |                   |          | 24 |    |
|              |             | 110 m ost. | 110 m ost. |   | 3000 m siepi            |                         | 3000 m siepi      |                   |          | 24 |    |
| 10.000 m     |             |            | 10.000 m   |   | 5000 m                  |                         |                   | 5000 m            |          | 24 |    |
| Marcia 20 km |             |            |            |   |                         |                         | Marcia 50 km      |                   | Maratona | 24 |    |
| Alto         | Triplo      | Alto       | Triplo     |   | Asta                    |                         | Asta              |                   |          | 24 |    |
| Peso         | Martello    | Martello   | Lungo      |   |                         | Lungo                   |                   |                   |          | 24 |    |
| Giavellotto  | Giavellotto | Disco      | Disco      |   |                         |                         |                   |                   |          | 24 |    |
|              |             |            |            |   | Decathlon (1ª giornata) | Decathlon (2ª giornata) |                   |                   |          | 24 |    |
|              |             |            |            |   |                         |                         |                   |                   |          |    |    |
| Titoli       | 2           | 2          | 2          | 5 | -                       | 2                       | 3                 | 4                 | 3        | 1  | 24 |

|  | Qualificazioni |  | Finali |

Quattro anni prima il campione del mondo dei 200 metri, Michael Johnson, aveva ottenuto una modifica del calendario che gli aveva consentito di disputare sia i 200 sia i 400 metri. A Sydney il campione olimpico si presenta solo sui 400 metri, comunque le due gare sono distanziate come ad Atlanta.
Altre decisioni:
- I 5000 metri e i 3000 siepi (38 partenti in entrambe le gare) si disputano solo su due turni.
- Nel Salto in lungo vengono interposti due giorni tra qualificazione e finale. È la prima volta che succede nella storia olimpica della specialità;
- Tutti i lanci si svolgono nella prima metà del programma.

Nel complesso, nella prima parte del programma si assegnano undici titoli, contro i tredici assegnati nella seconda parte. Il rapporto è più bilanciato rispetto ad Atlanta (10-14).

## Nuovi record
| Nessun nuovo record mondiale |               |                                                 |
| Nuovo record olimpico in     | 3 specialità: | 1.500 m, marcia 20 km e lancio del giavellotto. |

## Risultati delle gare
| Specialità | Oro | Risultato | Argento | Risultato | Bronzo                                                                      | Risultato | Dettagli            |
| --- | --- | --------- | --- | --------- | --------------------------------------------------------------------------- | --------- | ------------------- |
| 100 m | Maurice Greene                                                                                         | 9"87      | Ato Boldon | 9"99      | Obadele Thompson                                                            | 10"04     | Classifica completa |
| 200 m | Konstadínos Kedéris                                                                                    | 20"09     | Darren Campbell                                                                                               | 20"14     | Ato Boldon                                                                  | 20"20     | Classifica completa |
| 400 m | Michael Johnson                                                                                        | 43"84     | Alvin Harrison                                                                                                | 44"40     | Gregory Haughton                                                            | 44"70     | Classifica completa |
| 800 m | Nils Schumann                                                                                          | 1'45"08   | Wilson Kipketer                                                                                               | 1'45"14   | Djabir Saïd-Guerni                                                          | 1'45"16   | Classifica completa |
| 1.500 m | Noah Ngeny                                                                                             | 3'32"07   | Hicham El Guerrouj                                                                                            | 3'32"32   | Bernard Lagat                                                               | 3'32"44   | Classifica completa |
| 5.000 m | Million Wolde                                                                                          | 13'35"49  | Ali Saïdi-Sief                                                                                                | 13'36"20  | Brahim Lahlafi                                                              | 13'36"47  | Classifica completa |
| 10.000 m | Haile Gebrselassie                                                                                     | 27'18"20  | Paul Tergat                                                                                                   | 27'18"29  | Assefa Mezgebu                                                              | 27'19"75  | Classifica completa |
| 3.000 m siepi | Reuben Kosgei                                                                                          | 8'21"43   | Wilson Boit Kipketer                                                                                          | 8'21"77   | Ali Ezzine                                                                  | 8'22"15   | Classifica completa |
| 110 m ostacoli | Anier García                                                                                           | 13"00     | Terrence Trammell                                                                                             | 13"16     | Mark Crear                                                                  | 13"22     | Classifica completa |
| 400 m ostacoli | Angelo Taylor                                                                                          | 47"50     | Hadi Al-Somayli                                                                                               | 47"53     | Llewellyn Herbert                                                           | 47"81     | Classifica completa |
| Maratona | Gezahegne Abera                                                                                        | 2h10'11"  | Erick Wainaina                                                                                                | 2h10'31"  | Tesfaye Tola                                                                | 2h11'10"  | Classifica completa |
| Marcia 20 km | Robert Korzeniowski                                                                                    | 1h18'59"  | Noé Hernández                                                                                                 | 1h19'03"  | Vladimir Andreev                                                            | 1h19'27"  | Classifica completa |
| Marcia 50 km | Robert Korzeniowski                                                                                    | 3h42'22"  | Aigars Fadejevs                                                                                               | 3h43'40"  | Joel Sánchez                                                                | 3h44'36"  | Classifica completa |
| Salto in alto | Sergej Kljugin                                                                                         | 2,35 m    | Javier Sotomayor                                                                                              | 2,32 m    | Abderrahmane Hammad                                                         | 2,32 m    | Classifica completa |
| Salto con l'asta | Nick Hysong                                                                                            | 5,90 m    | Lawrence Johnson                                                                                              | 5,90 m    | Maksim Tarasov                                                              | 5,90 m    | Classifica completa |
| Salto in lungo | Iván Pedroso                                                                                           | 8,55 m    | Jai Taurima                                                                                                   | 8,49 m    | Roman Ščurenko                                                              | 8,31 m    | Classifica completa |
| Salto triplo | Jonathan Edwards                                                                                       | 17,71 m   | Yoel García                                                                                                   | 17,47 m   | Denis Kapustin                                                              | 17,46 m   | Classifica completa |
| Getto del peso | Arsi Harju                                                                                             | 21,29 m   | Adam Nelson                                                                                                   | 21,21 m   | John Godina                                                                 | 21,20 m   | Classifica completa |
| Lancio del disco | Virgilijus Alekna                                                                                      | 69,30 m   | Lars Riedel                                                                                                   | 68,50 m   | Frantz Kruger                                                               | 68,19 m   | Classifica completa |
| Lancio del martello | Szymon Ziółkowski                                                                                      | 80,02 m   | Nicola Vizzoni                                                                                                | 79,64 m   | Ihar Astapkovič                                                             | 79,17 m   | Classifica completa |
| Lancio del giavellotto | Jan Železný                                                                                            | 90,17 m   | Steve Backley                                                                                                 | 89,85 m   | Sergej Makarov                                                              | 88,67 m   | Classifica completa |
| Decathlon | Erki Nool                                                                                              | 8.641 p.  | Roman Šebrle                                                                                                  | 8.606 p.  | Chris Huffins                                                               | 8.595 p.  | Classifica completa |
| Staffetta 4×100 m | Stati Uniti Jon Drummond Bernard Williams Brian Lewis Maurice Greene Tim Montgomery Kenneth Brokenburr | 37"61     | Brasile Vicente de Lima Édson Ribeiro André da Silva Claudinei da Silva Cláudio Roberto Souza                 | 37"90     | Cuba Luis Alberto Pérez-Rionda Iván García Freddy Mayola José Ángel César   | 38"04     | Classifica completa |
| Staffetta 4×400 m | Nigeria Clement Chukwu Jude Monye Sunday Bada Enefiok Udo-Obong Nduka Awazie Fidelis Gadzama           | 2'58"68   | Giamaica Michael Blackwood Gregory Haughton Christopher Williams Danny McFarlane Sanjay Ayre Michael McDonald | 2'58"78   | Bahamas Avard Moncur Troy McIntosh Carl Oliver Chris Brown Timothy Munnings | 2'59"23   | Classifica completa |
| record mondiale; record olimpico; record mondiale stagionale; record africano; record asiatico; record europeo; record nord-centroamericano e caraibico; record sudamericano; record oceaniano; record nazionale; record personale; record personale stagionale. | |           | |           |                                                                             |           |                     |

Statistiche
Dei 21 olimpionici vincitori delle gare individuali di Atlanta (Michael Johnson trionfò sui 200 e 400 metri), solo cinque hanno lasciato l'attività agonistica. Si contano poi due assenti (Adkins e Kiss, campioni rispettivamente dei 400 ostacoli e del martello). Dei rimanenti quattordici campioni olimpici, solo quattro riescono a confermarsi: lo stesso Johnson (400 metri), Haile Gebreselassie (10.000), Robert Korzeniowski (50 km di marcia) e Jan Železný (Lancio del giavellotto). 

Sono cinque i primatisti mondiali che vincono la loro gara a Mosca, nelle seguenti specialità: 100 metri, 400 metri, 10.000 metri, Salto triplo e Giavellotto.

Nel 1999 si sono tenuti a Siviglia i Campionati mondiali di atletica leggera. Dei 21 campioni di gare individuali (Maurice Greene trionfò su 100 e 200 metri) diciotto si presentano a Sydney per tentare l'abbinamento con l'oro olimpico. Solo quattro vi riescono: lo stesso Greene (sui 100 metri), Michael Johnson (400 metri), Gebreselassie (10.000) e Iván Pedroso (Salto in lungo). Solo Gebreselassie migliora la propria prestazione dell'anno precedente.

Tre atleti, Michael Johnson (sui 400 metri), Heile Gebreselassie e Jan Zelezny sono gli unici che si presentano nella veste di campione in carica e di primatista mondiale. Entrambi vincono per la seconda volta il titolo (per Zelezny si tratta del terzo oro consecutivo).
Sono riusciti a qualificarsi quattro atleti di categoria Junior. Due di essi sono arrivati in finale: il russo Jurij Borzakovskij negli 800 metri (sesto), ed il kenyota John Korir nei 10000 metri (quinto).